# Tejo Haas
Tejo Haas, pseudoniem van Toon Hezemans (Heerlen, 5 juni 1967) is een Nederlandse cartoonist en stripauteur. In (2007) sloot hij zich aan bij de Geleenstraat Cowboys.

## Opleiding
Hezemans studeerde aan de docentenopleiding van de Stadsacademie Maastricht (Tehatex, 1987). Hij volgde de opleiding Nieuwe Media in Heerlen (1989) en volgde de postacademische opleiding Portret aan de Academie Beeldende Kunsten Maastricht (1999).

## Cartoons
In 1975 tekent Hezemans zijn eerste cartoons onder het pseudoniem Tejo Haas. Vanaf 1992 verschijnen zijn cartoons in diverse bladen en kranten. In 1994 verscheen zijn eerste wekelijkse cartoon onder de kop Toonaangevend. Daarna tekende hij onder meer voor de VPRO-gids (1998), het Limburgs Dagblad (Tejo Haas, 1999/2000), OthO-info, Trompetter, Berggids, Hoogtelijn, Uitleg en verschillende bedrijfsbladen. In 1997 won hij een ontwerpwedstrijd voor het logo van Heerlen 2000. Sinds 2000 exposeert hij zijn werk ook op macroformaat.
In 2002 wordt hem de prestigieuze Etienne Tilmans Award uitgereikt tijdens het Cartoons Undercover festival in Bree, België. 

## Exposities
- 2000 - Sail 2000, Holland Casino, Amsterdam
- sep/okt 2000 - Cartoons (solo), Public Space, Peking, China
- dec/jan 2000/2001 - Salon Heerlen, Stadsgalerij, Heerlen
- jan/feb 2001 - Cartoons Undercover, Nightlife, Bree, België
- sep/okt 2001 - Meanwhile (solo), Parkstad Limburg Theater, Heerlen
- jan/feb 2002 - Cartoons &Photos Undercover, Nine to five, Bree, België
- mei 2003 - KunstTour 2003, Wiebingahal, Maastricht
- april 2004 - Glaspaleis Heerlen 'Vélo', een manifestatie
- mei 2004 - Solo-expo tijdens Festival international de la Bande Dessinée, Beiroet, Libanon
- jan 2005 - Glaspaleis Heerlen.